# Howard Beach-JFK Airport
Howard Beach-JFK Airport is een station van de Metro van New York aan de Rockaway Line.
Het station bevindt zich langs 103rd Street en op het vasteland. Het is gelegen in de wijk Queens. Het is geopend op 28 juni 1956 en het eerstvolgende station in noordelijke richting is Aqueduct-North Conduit Avenue. In zuidelijke richting naar Broad Channel, gelegen op een schiereiland.
Het station bevindt zich op straatniveau. Het station is helemaal gerenoveerd en een overstap met de AirTrain JFK is ook mogelijk.